# Billigheim
Billigheim è un comune tedesco di 6 057 abitanti, situato nel land del Baden-Württemberg.